# 蔡子伟
蔡子伟（1907年—1990年1月7日），原名建勋，陕西蓝田人，中华人民共和国农业部副部长。

## 生平
1927年加入中国共产党。1931年参加反帝大同盟。1934年任陕甘革命根据地文化委员会委员长，陕甘苏维埃政府秘书长，中共陕甘特委秘书长兼组织部部长。中华苏维埃共和国中央政府西北办事处国民经济部秘书长、代理部长。
抗战期间，任陕甘宁边区政府建设厅代理厅长，陕甘宁边区中学校长，延安大学高中部主任。
中华人民共和国成立后，任中共中央西北局秘书处处长，西北军政委员会农林部副部长，西北行政委员会农林局局长，中华人民共和国农业部副部长，农林部顾问。
中共八大代表，第三届全国人大代表，第二、三届全国政协委员，第六届全国政协常委。第六届全国政协农业组组长，全国农村经济学会第一、二届理事长。。